# François Labeuche
François-Auguste Labeuche, né le 22 octobre 1851 à Hyémondans et mort le 18 mars 1910, est un homme d'Église français, évêque de Belley de 1906 à 1910.
Il est ordonné prêtre en 1875 et sacré évêque de Belley à Besançon le 19 août 1906.